# Premio Heinz Hopf
Il Premio Heinz Hopf è un riconoscimento biennale del Politecnico federale di Zurigo per gli eminenti lavori scientifici nell'ambito della matematica pura. È intitolato in onore del matematico svizzero Heinz Hopf, professore all'ETH dal 1931 al 1965.
Il premio ammonta a 30.000 franchi svizzeri ed è erogato in occasione delle letture di Hopf all'ETH di Zurigo. Il giorno della premiazione, il vincitore tiene una lettura al Politecnuco di Zurigo.
La prima edizione del premio è stata nell'ottobre 2009.

## Vincitori
| Anno | Nome                          | Istituto                                                    | Titolo delle letture                                                        |
| ---- | ----------------------------- | ----------------------------------------------------------- | --------------------------------------------------------------------------- |
| 2009 | Robert MacPherson             | Institute for Advanced Study, Princeton                     | How nature tiles space                                                      |
| 2011 | Michael Rapoport              | Università di Bonn                                          | How geometry meets arithmetic                                               |
| 2013 | Yakov Eliashberg Helmut Hofer | Stanford University Institute for Advanced Study, Princeton | From dynamical systems to geometry and back                                 |
| 2015 | Claire Voisin                 | Università Pierre e Marie Curie                             | Diagonals in algebraic geometry                                             |
| 2017 | Richard Schoen                | Stanford University                                         | How curvature shapes space                                                  |
| 2019 | Ehud Hrushovski               | Università di Oxford                                        | Logic and geometry: the model theory of finite fields and difference fields |